# 歸宅部

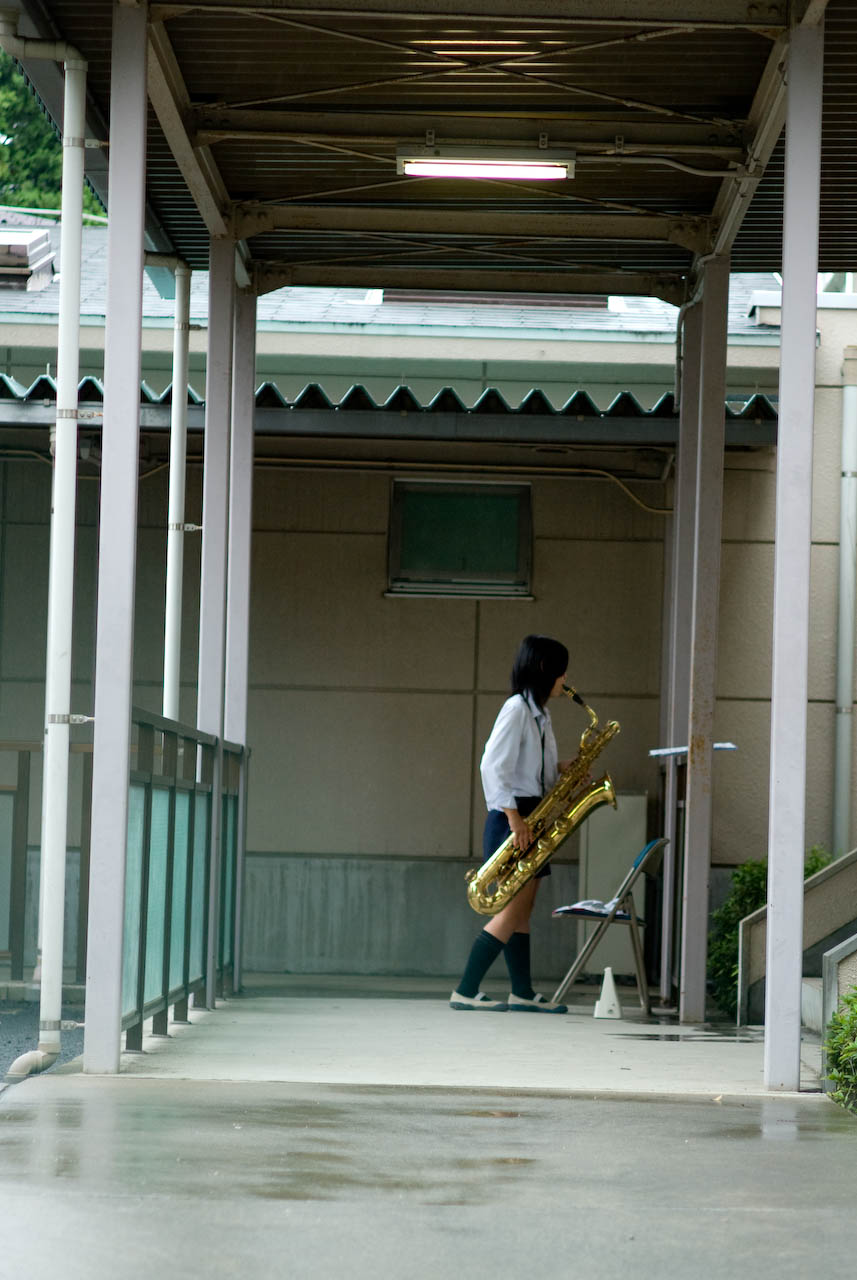
日本多數中學生和高中生都會參加不同的社團活動，而「歸宅部」的學生則相反。圖中女生為一名正在自行練習萨克斯管的管樂社（吹奏楽部）社員。

歸宅部（日语：／ Kitakubu），又稱「回家社」，是一個日本俚語，形容在小學、初中和高中等有部活動（社團活動）的學校中，在放學後沒有參加任何社團活動並馬上回家的學生。

## 介紹
在日本大部分的中學和高中，雖然參與社團並非強制性的，但多數學校的社團活動都非常盛行，尤其是公立學校。在公立學校，由於大部分學生都會參加社團進行活動，變相令不參加社團活動的學生有時會給人一種負面印象，甚至認為這些學生是問題學生，因而影響人際關係，故學生為避免在班上被孤立，即使對這些社團活動沒有興趣，也多會跟隨其他同學參加社團活動。
而在此情況下依然堅持放學後不參加任何社團活動並馬上回家（帰宅）的學生經常被歸類為「歸宅部」。在這些學生當中，較為普遍的理由包括要兼職打工、需要到塾補習（日本的補習社稱為「學習塾」）、參與學校以外其他興趣活動，參與校外的體育活動、還有喜歡的社團活動不存在於在就讀學校等等。除了這些原因外，也有一些御宅族學生為了儘快回家看動畫和玩電子遊戲而成為「歸宅部」；而一些被認為患有「中二病」、擁有較強自我意識的青少年，也因不善處理社交關係或鍾愛獨自過生活而成為了「歸宅部」。
「歸宅部」這個詞語最早使用於1980年代後半，而讀賣新聞在1986年就將其列為流行語之一介紹。

## 流行文化

### 小說
- 歸宅部男孩（帰宅部ボーイズ）
- 歸宅部王牌君。（帰宅部のエースくん。）
- 歸宅部!GO HOME（帰宅部！GO HOME）
- 這間教室被不回家社佔領了（この部室は帰宅しない部が占拠しました。）

### 漫畫
- 歸宅部活動記錄（帰宅部活動記録）
- 摩訶摩訶（まかまか）

## 外部連結
- 18張《歸宅部海報》你知道日本最宅的社團是什麼嗎？ （页面存档备份，存于） （繁體中文）